# Dinotopterus
Dinotopterus – rodzaj słodkowodnych ryb sumokształtnych z rodziny długowąsowatych (Clariidae).

## Zasięg występowania
Dinotopterus cunningtoni jest gatunkiem endemicznym jeziora Tanganika w Afryce. Pozostałe gatunki są endemitami jeziora Niasa (Malawi).

## Klasyfikacja
Gatunki zaliczane do tego rodzaju:
- Dinotopterus atribranchus
- Dinotopterus cunningtoni
- Dinotopterus filicibarbis
- Dinotopterus foveolatus
- Dinotopterus gigas
- Dinotopterus jacksoni
- Dinotopterus loweae
- Dinotopterus nyasensis

Niektórzy autorzy zaliczają do tego rodzaju wyłącznie gatunek typowy D. cunningtoni z Tanganiki, a pozostałe gatunki umieszczają w rodzaju Bathyclarias.